# Пирятинські сотні
Пирятинські сотні Пирятин був значним козацьким центром. Ще у 1619 р. до московського полону потрапило 10 козаків полку Яцька Люберського з Пирятина. Відомо також, що у 1632 р. князь Ярема Вишневецький приїздив до Пирятина, щоб організувати козацький похід проти татар, але «черкесы ево не послушали, с ним не пошли»..(1648—1782 рр.) — військово-територіальні одиниці Війська Запорозького з центром у м-ку Пирятин. 
Перша і друга Пирятинські сотні виникли восени 1648 у складі Лубенського полку. У 1649 за Зборівським миром включені до складу Кропивнянського полку, в якому перебували до 1658. Потім знову приєднані до Лубенського полку з одночасною ліквідацією другої Пирятинської сотні: козаків і територію включили до першої Пирятинської сотні. Перша Пирятинська сотня існувала весь час до ліквідації полково-сотенного устрою Гетьманщини в 1782. Друга Пирятинська сотня знову виділена зі складу першої у 1762 й проіснувала до 1782. 
У 1782 територію першої Пирятинської сотні розділено між Лубенським, Пирятинським та Золотоніським повітами Київського намісництва. Територію другої сотні поділено між Хорольським, Лубенським та Пирятинським повітами.
Загальна кількість козаків двох сотень у 1649 складала 307 осіб.
Сотники першої Пирятинської сотні: Лелет Нечипір (1649), Гамалія Григорій (1663 —1665), Козодавський Андрій (1666), Додока Остап (1671), Забродський Гапон (Агафон) (1672), Додока Остап (1678), Семашко Влас (1681), Бурий Микита (1683), Семашко Влас (1684 —1687), Кичкаровський Леонтій (1687 —1688), Додока Григорій (1688), Ангелієвський (1689), Гладкий Андрій (1689 —1695), Вакуленко Семен (1696 —1704), Сухоносенко (1711), Вакуленко Семен (1719), Огронович Григорій Корнійович (1717, н., 1719 —1747), Кириленко Павло (1723), Огронович Іван Іванович (1747), Колатевський Григорій (1750), Огронович Михайло (1760 —1763), Щербак Максим Андрійович (1763 —1768), Плевковський Ісак Григорович (1768 —1782).
Сотники другої Пирятинської сотні: Миколаєнко Іван (1649), Оріховський (1762), Булюбаш Іов (1771  — 1782).
Населені пункти першої Пирятинської сотні в 1750-х рр.: місто Пирятин, села: Архемівщина, Березова Рудка, Білоцерківці, Бубни, Вечірки, Городище, Грабарівка, Дащенки, Каплинці, Корніївка, Короваї, Крячківка, Круча, Кулажинці, Леляки, Митченки, Сасинівка, Смотрики, Усівка, Харківці та понад 30 хуторів.
Населені пункти другої Пирятинської сотні: у збережених матеріалах Рум'янцівського перепису згадане лише село Харківці. 
Джерела:
1. Адміністративно-територіальний устрій Лівобережної України 50-х рр. XVIII ст. Каталог населених пунктів (за матеріалами архівних податкових реєстрів). — К. 1990. — с. 34  — 36.
2. Заруба В. М. Адміністративно-територіальний устрій та адміністрація Війська Запорозького у 1648—1782 роках. — Дніпропетровськ: Ліра ЛТД, 2007. — с. 188 —189.
1. ↑  [http://history.org.ua/LiberUA/978-966-02-4850/978-966-02-4850.pdf В.В.Кривошея Козацька еліта Гетьманщини